# Gaienbühl
Der Gaienbühl ist ein vom Landratsamt Villingen am 15. Juli 1954 durch Verordnung ausgewiesenes Landschaftsschutzgebiet auf dem Gebiet der Gemeinde Königsfeld im Schwarzwald.

## Lage
Das gut 50 Hektar große Landschaftsschutzgebiet Gaienbühl liegt südlich von Königsfeld an der Straße nach Mönchweiler. Es gehört zum Naturraum Mittlerer Schwarzwald.

## Landschaftscharakter
Der Norden und Osten sowie der Südwesten des Gebiets sind bewaldet. Die übrige Fläche wird von einer großen Wiese eingenommen. Im Gebiet befinden sich einige Feuchtbiotope. Im Norden wird das Gebiet von der Straße nach Neuhausen durchschnitten und im Westen von der Landesstraße 181 begrenzt.

## Zusammenhängende Schutzgebiete
Ein Feuchtgebiet im Südwesten des Gebiets ist als flächenhaftes Naturdenkmal Gaienbühl geschützt. Das Landschaftsschutzgebiet gehört teilweise zum Vogelschutzgebiet Baar.